# Три обличчя (фільм, 1965)
«Три обличчя» (італ. I tre volti) — італійський комедійний кіноальманах 1965 року, що складається з трьох частин, режисерами яких були Мікеланджело Антоніоні, Мауро Болоньїні та Франко Індовіна.

## Сюжет
Фільм складається з трьох частин:

### «Він прийшов»
- Режисер — Мікеланджело Антоніоні
- Ролі виконують: Сорая Ісфандярі Бахтярі, Діно де Лаурентіс, Альфредо де Лаурентіс

### «Відомі коханці»
- Режисер — Мауро Болоньїні
- Ролі виконують: Сорая Ісфандярі Бахтярі, Річард Гарріс, Хосе Луїс де Вілялонга[it]

Лінда (Сорая) зустрічає свого колишнього коханця Родольфо (Хосе Луїс де Віллалонга), який пропонує їй розлучитися з письменником Робертом (Річард Гарріс), щоб жити з ним.

### «Латинський коханець»
- Режисер — Франко Індовіна
- Ролі виконують: Сорая Ісфандярі Бахтярі, Альберто Сорді, Гоффредо Алессандріні[it]

Багата американська ділова жінка прибула до Риму, щоб підписати важливий контракт із багатонаціональним агентством, яке відповідальне за її перебування в італійській столиці і також надало їй супутника (Альберто Сорді).